# Skylanders: Giants
Skylanders: Giants (рус. Скайлендеры: Гиганты) — компьютерная игра, прямое продолжение Skylanders: Spyro's Adventure. Выход игры состоялся осенью 2012 года во всем мире и намечен на 2013 год в Японии. Игра была показана выставке Electronic Entertainment Expo 2012. Несмотря на то, что игра не содержит слово «Spyro» в названии, она всё равно относится к серии игр о Спайро.

## Сюжет
Каос после поражения в предыдущей игре был превращен в игрушку, а сейчас возродился и с помощью портала силы возвратился в свой мир. А игровое действие переносится в деревню, порабощенную злобными роботами Арклеанами. Против них восстали гиганты, и они победили Короля Арклеанов, но на обломке руки была магия, которая заточила гигантов в этот обломок руки. Действие переносится на крепость Мастера Иона, где мабу Флинн демонстрирует Кали свой новый воздушный корабль (которую сама Кали оценивает неодобрительно). К ним идет Хьюго с легендой о гигантах. Тут начинаются новые приключения.

## Геймплей
Игрушки, которые игрок приобрёл в Skylanders: Spyro's Adventure, будут полностью совместимы с Skylanders: Giants. Причём полученные в прошлой игре уровни переносятся в новую. В новой игре будут представлены шестнадцать новых игрушек (8 Skylanders-новичков и 8 гигантов). Самые известные из них гигант Tree Rex, Skylanders-новички Pop Fizz и Jet-Vac. Двадцать четыре игрушки будут переизданы с новым дизайном и будут стоять в другой позе. Также в новой серии будут две версии персонажей (4-х старых и 4-х новичков). Помимо позы они отличаются тем, что у одной версии есть светящиеся элементы (напр. кристалы на руках Prism Break, свечение во рту имитирующее извержение у Eruptor и глаз у Shroomboom), а у другой версии таковые элементы отсутствуют. Значит всего фигурок в новой серии, не считая гигантов и перекрашенных версий персонажей, 40. В отличие от первой игры, у этой будет четыре уровня сложности: «Лёгкий», «Средний», «Тяжёлый» и «Ночной кошмар» (после прохождения всей игры). В игре появились обновления: имеются предметы, с которыми могут взаимодействовать гиганты, среди которых:

1) стены, знакомые с предыдущей игры, разрушить которые могут не только Skylanders с подобранной бомбой или выстрелом из пушки, гиганты могут разрушать их «голыми кулаками»;

2) цепи с кусками земли на конце, гиганты могут приблизить их к себе;

3) каменные скульптуры, из которых гиганты, уронив их, могут сделать мост;

4) камни и огромные бомбы, которые гиганты могут вытащить из земли, чтобы затем швырнуть их во врагов или вражеские конструкции;

5) потрескавшиеся платформы, на которые гиганты могут прыгнуть с высоты под землю и найти там бонусы;

6) деревянные стены, загораживающие путь, которые не могут разрушить бомбы, вытащенные гигантами камни или огромные бомбы, гиганты могут убрать их с пути.

Таковые места можно узнать по рисунку лица Tree Rex. Помимо этого есть обновленная версия мест с бонусами, которые могут открыть лишь Skylanders или гиганты соответствующей стихии. Теперь проход к ним загораживают шипастые кости (если это проход нежити), растения (жизнь), воздушные вихри (воздух) и т. д.

## Саундтрек
18 сентября 2012-го года был выпущен официальный саундтрек, включающий в себя 15 композиций, звучащих в игре:
1. Giants (1:38)
2. Junkyard Isles (2:38)
3. Rumbletown (2:40)
4. Cutthroat Carnival (2:33)
5. Glacier Gully (2:39)
6. Secret Vault of Secrets (2:28)
7. The Oracle (0:51)
8. Wilikin Village (2:05)
9. Aerial Attack (2:30)
10. Drill-X’s Big Rig (2:45)
11. Molekin Mountain (1:30)
12. Arena Battle (0:41)
13. Autogyro Adventure (2:53)
14. Slippery Tunnel (1:35)
15. Bringing Order to Kaos! (2:31)

## Отзывы
| Сводный рейтинг | Сводный рейтинг | Сводный рейтинг | Сводный рейтинг |
| Издание         | Оценка          | Оценка          | Оценка          |
| Издание         | 3DS             | PS3             | Xbox 360        |
| --------------- | --------------- | --------------- | --------------- |
| GameRankings    | 63,10 %         | 78,64 %         | 81,58 %         |